# Slangbella (musiker)
Slangbella är Anders Alexanders soloprojekt där han skriver och producerar all musik själv. Han beskriver själv sin musik som pop-punk och den framförs på skånska.
Anders Alexander är tidigare känd som låtskrivare och trummis i electropunk-bandet Alice in Videoland som släppte fyra album mellan 2003 och 2010. Slangbellas debutalbum Slangbella Was Here som släpptes i oktober 2012 innehåller låtar som "Du och jag ska leva tills vi dör", "Let's dance" och "Jag lyssnar hellre på nån som kräks"

## Diskografi

### Album
- 2012 - Slangbella Was Here
- 2014 - Kött och Blod

### Singlar
- 2012 - Du och jag ska leva tills vi dör
- 2012 - Let's Dance
- 2014 - Jag ska bygga en armé
- 2014 - Sommarhjärtan
- 2015 - Någonstans i Oskarshamn
- 2016 - Malmö, Malmö